# Norbert Wolff (Theologe)
Norbert Wolff (* 8. April 1962 in Nieheim) ist ein deutscher Theologe, Sozialpädagoge, Kirchengeschichtler und Hochschullehrer.

## Leben
Aufgewachsen ist Wolff in Steinheim (Westfalen). Nach dem Abitur 1980 am Städtischen Gymnasium Blomberg/Lippe (heute: Hermann-Vöchting-Gymnasium) und dem Noviziat der Salesianer Don Boscos in Jünkerath und Helenenberg studierte er von 1981 bis 1986 Soziale Arbeit an der Katholischen Stiftungsfachhochschule München Abteilung Benediktbeuern. Außerdem studierte er von 1981 bis 1989 Katholische Theologie an der Philosophisch-Theologischen Hochschule (PTH) Benediktbeuern. Beide Studiengänge schloss er jeweils mit einem Diplom ab.
Von 1990 bis 1993 führte Wolff sozialpädagogisch-pastorale Tätigkeiten im Jugendwerk Don Bosco in Trier-West aus, anschließend absolvierte er bis 1997 ein Promotionsstudium an der Theologischen Fakultät Trier, das er 1998 mit der Promotion zum Dr. theol. mit der Arbeit Zwischen „falscher Aufklärung“ und „Obscurantismus“. Der Seelsorger, Bibelwissenschaftler und Pädagoge Peter Alois Gratz (1769–1849) abschloss.
Bevor er 1997 Dozent für Kirchengeschichte an der Philosophisch-Theologischen Hochschule Benediktbeuern wurde, übte er pastorale Tätigkeiten in der Seelsorgeeinheit Trier-West/Pallien aus. 2001 erfolgte die Berufung auf die Professur für Kirchengeschichte an der Philosophisch-Theologischen Hochschule Benediktbeuern. Ab 2005 war er dort Prorektor.
2012 verließ Wolff den Orden der Salesianer Don Boscos, um zu heiraten. Dabei gab er auch die Ämter an der Hochschule auf.

## Forschungsschwerpunkte
Zu den Schwerpunkten von Wolff gehören die deutsche Kirchengeschichte des frühen 19. Jahrhunderts sowie die Geschichte der Ordensgemeinschaft der Salesianer Don Boscos.
Norbert Wolff schrieb zahlreiche Artikel für das Biographisch-Bibliographische Kirchenlexikon (BBKL).

## Publikationen
- Zwei Studenten des ehemaligen Klosters Benediktbeuern als Reformer im katholischen Württemberg: Benedikt Maria von Werkmeister (1745–1823) und Joseph von Mets (1758–1823). Don-Bosco-Verlag, München 1998, ISBN 3-7698-1130-5.
- Peter Alois Gratz (1769–1849): ein Theologe zwischen „falscher Aufklärung“ und „Obscurantismus“. Paulinus, Trier 1998, ISBN 3-7902-1289-X.
- Viele Wege führen nach Deutschland: Überlegungen zur salesianischen Geschichte der Jahre 1883–1922. Don-Bosco-Verlag, München 2001, ISBN 3-7698-1264-6.
- mit Lothar Bily et al. (Hrsg.): Ein Gott für die Menschen: Festschrift für Otto Wahl SDB zum 70. Geburtstag. Don Bosco Verlag, München 2002, ISBN 3-7698-1364-2.
- (Hrsg.): Benediktbeuern: Erbe und Herausforderung. Festgabe für Leo Weber SDB zum 80. Geburtstag. Don Bosco Verlag, München 2008, ISBN 978-3-7698-1721-8.